# Nesillas longicaudata
Felosa-de-anjouan ou felosa-de-anjuã (Nesillas longicaudata) é uma espécie de ave da família Acrocephalidae.
Pode ser encontrada nas seguintes regiões:  Comoros e Mayotte.